# Matidia paranga
Matidia paranga là một loài nhện trong họ Clubionidae.
Loài này thuộc chi Matidia. Matidia paranga được Alberto Barrion & James A. Litsinger miêu tả năm 1995.